# جیک لیسی
جیک لیسی (انگلیسی: Jake Lacy؛ زادهٔ ۱۹۸۵) یک هنرپیشه اهل ایالات متحده آمریکا است. وی از سال ۲۰۰۸ میلادی تاکنون مشغول فعالیت بوده‌است.
از فیلم‌ها یا برنامه‌های تلویزیونی که وی در آن نقش داشته است می‌توان به کارول، رمپیج، عاشق کوپرها باش، وارث کریسمس، بهترین آن‌ها، محاکمه نظامی شورش کین و  فاسی/وردون اشاره کرد.